# 梅光園団地
梅光園団地（）は、福岡県福岡市中央区の地名であり、また都市再生機構の住宅団地の名称でもある。現行の行政地名は　梅光園団地（住居表示実施済）。面積は3.80ヘクタール。2023年4月末現在の人口は1,002人。郵便番号は810-0036。

## 地理
福岡市の都心とされる中央区天神の南西約3.0キロメートル、同区の西端に位置し、城南区と接する。北で梅光園（）一丁目と東で六本松（）と、南で梅光園二丁目と、西で樋井川を介して城南区別府団地（）と隣接している。主に都市再生機構による中高層の賃貸住宅が建ち並び、スーパーマーケットなどの店舗も立地している。

### 河川
町内（西端）には次の河川がある。
- 樋井川（）

### 都市計画
都市計画に関しては、「福岡市都市計画マスタープラン」において定められた方針については次のとおりである。梅光園団地は、福岡市地下鉄七隈線の六本松駅（）及び別府駅（）を中心として交通結節点の機能などが充実する「地域拠点」の外延部に位置している。幹線道路である油山観光道路の沿道は、商業、業務、サービス施設や中高層住宅などが連続した「沿道軸」に位置付けられている。環境資源に関しては、樋井川の河川沿いが散策・憩いの場となるとともに、緑と広がりのある景観が連続したゆとりと潤いのある水辺空間として「河川緑地軸」に位置付けられている。土地利用については、大規模な住宅団地などの中高層住宅や高層住宅で形成される住宅地で、良好な住環境の保全・形成、緑化の推進、大規模団地などの老朽化に対する適切な対応をまちづくりの視点とする「中高層住宅ゾーン」として位置づけられている。用途地域については次のとおりである。梅光園団地のうち油山観光道路の西側の範囲及び同道路の東側道路境界線から概ね50メートルの範囲は第二種住居地域に、これ以外の地域は第一種住居地域に指定されている。

## 語源
地名の梅光園団地のうち「梅光園」は、当地域が梅林続きで、光り輝くようだったということから、また、当地域の発展に寄与したというもと西南学園教授溝口梅太郎に因み、名付けられたといわれる。

## 歴史

### 町域の変遷
現在の梅光園団地の地名は1968年（昭和43年）からの地名であり、もとは福岡市田島の一部であった。この町域は、梅光園一丁目と二丁目との間で南北に挟まれているが、団地特例の住居表示が実施されたことにより梅光園と別に成立したためである。

## 人口
梅光園団地について人口の推移を福岡市の住民基本台帳（公称町別）に基づき示す（単位：人）。集計時点は各年9月末現在である。
- 2001年（平成13年）：1,062
- 2002年（平成14年）：1,088
- 2003年（平成15年）：1,051
- 2004年（平成16年）：1,044
- 2005年（平成17年）：1,047
- 2006年（平成18年）：1,055
- 2007年（平成19年）：1,035
- 2008年（平成20年）：1,045
- 2009年（平成21年）：1,008
- 2010年（平成22年）：964
- 2011年（平成23年）：953
- 2012年（平成24年）：932
- 2013年（平成25年）：993
- 2014年（平成26年）：1,004
- 2015年（平成27年）：995
- 2016年（平成28年）：1,005
- 2017年（平成29年）：983
- 2018年（平成30年）：997
- 2019年（令和元年）：1,002
- 2020年（令和2年）：992
- 2021年（令和3年）：1,002
- 2022年（令和4年）：1,001

## 交通

### 道路
主な幹線道路は次の通り。

#### 県道
- 福岡県道557号東油山唐人線

#### 市道
市道としては次の通り。括弧内は福岡市道路愛称等。
- 大濠東油山線（油山観光道路、写真1、写真2)
- 博多駅鳥飼線（大濠東油山線と一部重複）

### 鉄道
鉄道については、町域の北方に走る国道202号の地下に福岡市交通局が運営する福岡市地下鉄七隈線が通っており、鉄道駅は町外であるが、最寄りの駅は次の通り。
- 六本松駅（距離は道程で約0.5から0.7キロメートル）

### バス
バスについては、西日本鉄道株式会社が運営する西鉄バスが近くに走る幹線道路で運行しており、次の停留所がある。
- 油山観光道路沿い：梅光園一丁目
- 東油山唐人線沿い：別府団地

## 施設

### 教育施設
町内に公立の小・中学校は存在しないが、校区については次のとおり。
- 小学校：福岡市立笹丘小学校
- 中学校：福岡市立友泉中学校

### 商業施設
- サニー梅光園店（スーパーマーケット、写真）[注釈 2]